# Крушина (Лодзинське воєводство)
Крушина (пол. Kruszyna) — село в Польщі, у гміні Вельґомлини Радомщанського повіту Лодзинського воєводства.
Населення — 201 особа (2011).
У 1975-1998 роках село належало до Пйотрковського воєводства.

## Демографія
Демографічна структура станом на 31 березня 2011 року:
|          | Загалом | Допрацездатний вік | Працездатний вік | Постпрацездатний вік |
| -------- | ------- | ------------------ | ---------------- | -------------------- |
| Чоловіки | 108     | 25                 | 68               | 15                   |
| Жінки    | 93      | 20                 | 45               | 28                   |
| Разом    | 201     | 45                 | 113              | 43                   |